# Usedlost čp. 35 (Vejvanov)
Usedlost čp. 35 je roubená stavba v obci Vejvanov v okrese Rokycany. Stojí při hlavní komunikaci II/233 na jižním okraji obce. Jedná se o příklad tradičního roubeného domu na Rokycansku. Od 16. března 1964 zapsán na seznam kulturních památek a od 22. září 1995 součástí památkové zóny.

## Historie a popis
Venkovský dům, jenž je předmětem památkové ochrany, byl vystavěn v 1. polovině 19. století. Roubená stavba na vysoké kamenné podezdívce je podsklepena. V průčelí, které má dvě okenní osy, a z boku budovy se nachází bedněná pavlač, jenž je přístupná vnějším schodištěm. Štít přesahuje budovu a v jeho středním dílu je vyvedeno svislé bednění, na boku je diagonální. Dům má sedlovou střechu krytou eternitem. K obytnému stavení je připojena stodola.